# Trimerotropis lauta
Trimerotropis lauta är en insektsart som beskrevs av Scudder, S.H. 1876. Trimerotropis lauta ingår i släktet Trimerotropis och familjen gräshoppor. Inga underarter finns listade i Catalogue of Life.